# Români
Români est une commune roumaine du județ de Neamț, dans la région historique de Moldavie et dans la région de développement du Nord-Est.

## Géographie
La commune de Români est située dans le sud-est du județ, à la limite avec le județ de Bacău, dans les collines subcarpathiques moldaves, à 10 km au nord de Buhuși et à 45 km au sud-est de Piatra Neamț, le chef-lieu du județ.
La municipalité est composée des trois villages suivants (population en 1992) :
- Goșmani (1 157) ;
- Români (1 081), siège de la municipalité ;
- Siliștea (2 389).

## Histoire
La première mention écrite du village date de 1424.

## Politique
Le Conseil Municipal de Români compte 13 sièges de conseillers municipaux. À l'issue des élections municipales de juin 2008, manole Ciobanu (PSD) a été élu maire de la commune.
| Parti                          | Nombre de conseillers |
| ------------------------------ | --------------------- |
| Parti social-démocrate (PSD)   | 8                     |
| Parti national libéral (PNL)   | 3                     |
| Parti démocrate-libéral (PD-L) | 2                     |

## Religions
En 2002, la composition religieuse de la commune était la suivante :
- Chrétiens orthodoxes, 99,91 %.

## Démographie
En 2002, la commune comptait 4 666 Roumains soit la totalité de la population. On comptait à cette date 1 662 ménages et 1 642 logements.
| 1992  | 2002  | 2007  |
| ----- | ----- | ----- |
| 4 750 | 4 666 | 4 492 |

## Économie
L'économie de la commune repose sur l'agriculture, l'élevage et la pisciculture. La commune dispose de 4 387 ha de terres agricoles et de 631 ha de forêts.

## Communications

### Routes
Români est située sur la route régionale Buhuși-Secuieni-Roman.